# NGC 2896
NGC 2896 je galaksija u zviježđu Lavu.

## Vanjske poveznice
- SEDS: NGC 2896